# 代斯克里克鎮區 (阿肯色州米勒縣)
代斯克里克鎮區（英語：Days Creek Township）是位於美國阿肯色州米勒縣的一個行政鎮區。

## 地方資料
代斯克里克鎮區的面積為64.59平方千米，當中陸地面積為64.19平方千米，而水域面積為0.40平方千米。根據2010年美國人口普查的數據，當地共有人口1032人，而人口密度為每平方千米15.98人。